# Название Дании

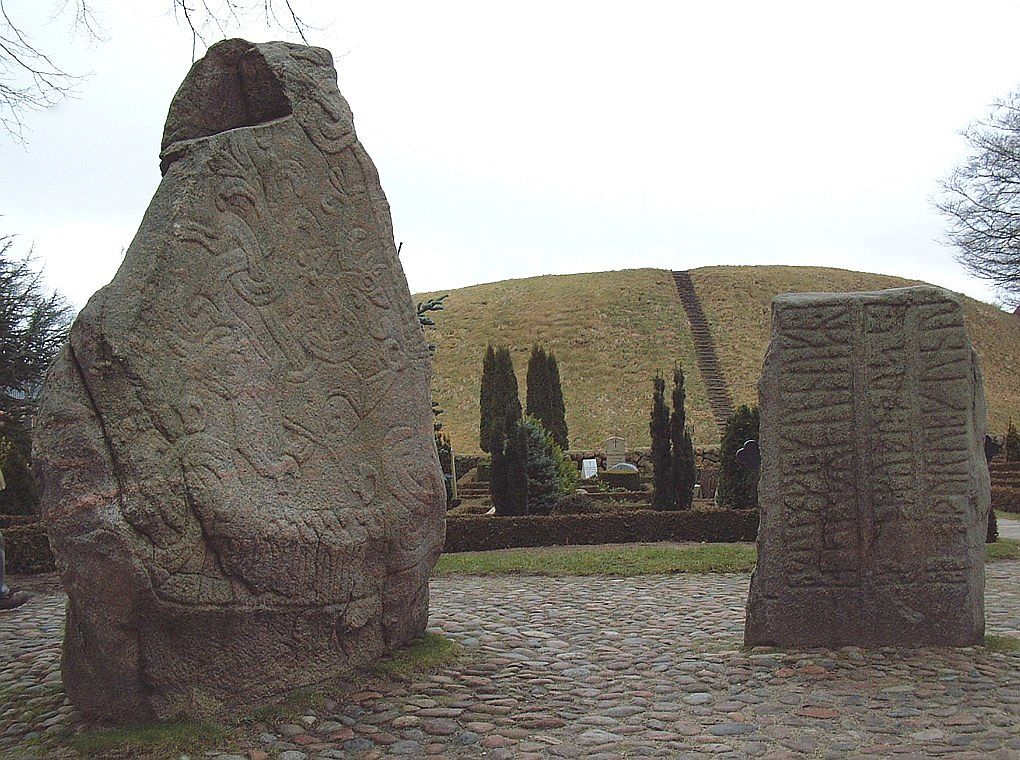
Рунные камни в Еллинге, неофициально именуемые «записью о крещении Дании», вид с севера, с курганом Горма на заднем плане.

Этимология названия «Дания» (дат. Danmark) до настоящего времени остаётся предметом дискуссий. Самое раннее упоминание о территории под названием «Дания» встречается в труде историка и теолога Павла Орозия «Семь книг истории против язычников» (IX век). В свою очередь, первое записанное использование слова «Дания» внутри самой Дании находится на рунических камнях в Еллинге, которые, как полагают, были установлены королями Гормом Старым и его сыном Харальдом Синезубым в X веке. С XIV века Дания объединилась с Норвегией, новое государственное образование получило название Датско-норвежская уния; и лишь с 1814 года страна носит современное название — Дания (официально — «Королевство Дания»).

## Происхождение топонима
Происхождение топонима «Дания» до настоящего времени остаётся предметом дискуссий. Наиболее распространённой является гипотеза, согласно которой топоним происходит от самоназвания древнегерманского племени данов, обитавшего в древности на Ютландском полуострове. В ранних латинских хрониках название страны фигурирует как Dania, на древнескандинавском языке — Danmǫrk, от названия территории «датская», или «данская марка». «Данская марка» была образована в IX веке при административном устройстве пограничных земель империи Карла Великого. Наряду с наиболее распространённой, также существует версия о том, что в названии Denmark первая часть слова — Den — означает «плоская земля», аналогично немецкому Tenne — «гумно», английскому den — «низина», санскрит dhánus- (धनुस् «пустыня»), а вторая часть слова — -mark — означает «лесистую местность» или «пограничную зону» (см. марка) — вероятно, леса на границе с герцогством Шлезвиг, по аналогии с Финнмарком, Телемарком или Дитмаршеном.
Версии происхождения названия «Дания» встречаются и в средневековых источниках — в частности, в скандинавской хронике Chronicon Lethrense (XII век), трудах хрониста Свена Аггесена (конец XII века), летописца Саксона Грамматика (начало XIII века) и Балладе Эрика (середина XV века). Так, Chronicon Lethrense описывает, что когда римский император Август воевал с Данией во времена Давида, Дания состояла из семи территорий — Ютландия, Фюн, Зеландия, Мён, Фальстер, Лолланд и Сконе, которыми управлял король Иппер из Уппсалы (современная Швеция). У короля было три сына: Нори, Эстен и Дан. Дан был отправлен править Зеландией, Мёном, Фальстером и Лолландом. Когда юты сражались с императором Августом, они призвали Дана себе на помощь, и после победы провозгласили его королём Ютландии, Фюна, Видеслева и Сконе. Совет племён ютов решил назвать всю эту территорию «Данмарк» (Дания) в честь нового царя Дана. Саксон Грамматик в «Деяниях данов» также упоминает, что имя датскому народу дал легендарный король Дан, сын Хамбли, хотя при этом прямо не утверждает, что название «Дания» происходит от имени короля.

## История топонима
Самое раннее упоминание о территории под названием «Дания» встречается в переводе на древнеанглийский язык труда историка и теолога Павла Орозия «Семь книг истории против язычников» («Historiarum adversum Paganos Libri Septem»), выполненного Альфредом Великим, королём Уэссекса в 871—899 годах. В переводе Альфреда есть упоминание о путешествиях Оттара по Скандинавии, в течение которых «Дания [Denamearc] была на его стороне порта … И затем в течение двух дней он находился на своей (стороне порта) острова, принадлежащего Дании». Впрочем, это название могло относиться лишь к части территории Дании, поскольку слияние племенных владений в одно территориальное государство произошло лишь в середине X века. Сказание приписывает это королю Горму Старому, подчинившему своей власти мелких князей.
Первое записанное использование слова «Дания» внутри самой Дании находится на рунических камнях в Еллинге, которые, как полагают, были установлены королями Гормом Старым (ок. 955) и его сыном Харальдом Синезубым (ок. 965). Более крупный камень считается своего рода «свидетельством о крещении» Дании (dåbsattest), хотя на обоих камнях имеется надпись «Дания»: на большом камне — в винительном падеже — ᛏᛅᚾᛘᛅᚢᚱᚴ «tanmaurk» ([danmɒrk]), и в родительном падеже «tanmarkar» (произносится [danmarkaɽ]) — на малом камне. Жители Дании в надписях именуются «тани» ([danɪ]) или «даны» (Danes) в винительном падеже.
В «Песне о Роланде», написанной между 1040 и 1115 годами, появляется первое упоминание о легендарном датском герое Ожье Датчанине; из-за неверной интерпретации перевода Датчанин с XVI века становится легендарным «основателем датского государства», воспринимаясь как историческое лицо и народный герой Дании.
С 1380 года Дания и Норвегия были объединены в датско-норвежскую унию (дат. Danmark-Norge), которая в различных формах просуществовала до 1814 года. После этого название страны «Дания» (дат. Danmark), или, официально, «Королевство Дания» (дат. Kongeriget Danmark) оставалось неизменным до настоящего времени.

## Комментарии
1. ↑  Имеется в виду Давид, царь Израиля, правивший примерно в XI веке до н. э. — это сознательное искажение хронологии, характерное для средневековых историков.
2. ↑  Форма tąnmarku  (произносится  [danmarkʊ]) находится также на камне Skivum.